# Lavanda (colore)
Lavanda è il colore mostrato a destra.
Si tratta del colore del fiore della lavandula, benché nel fiore si trovino differenti sfumature del colore, che vanno dal molto chiaro al profondamente scuro.
Lavanda rosata è il colore mostrato a destra.
Lavanda foschia è il colore mostrato a destra.
Lavanda blu è il colore mostrato a destra.
Lavanda grigio è il colore mostrato a destra.
Lavanda rosa è il colore mostrato a destra.
Lavanda rosa vivo è il colore mostrato a destra.
Lavanda magenta è il colore mostrato a destra.
Lavanda indaco è il colore mostrato a destra.
Lavanda porpora è il colore mostrato a destra.
Lavanda scuro è il colore mostrato a destra.

## Confronto dei lavanda
- Lavanda rosata (colore web) (Hex: #FFF0F5) (RGB: 255, 240, 245)
- Lavanda foschia (colore web lavanda) (Hex: #E6E6FA) (RGB: 230, 230, 250)
- Lavanda blu (Pervinca) (Hex: #CCCCFF) (RGB: 204, 204, 255)
- Lavanda grigio (Hex: #C4C3D0) (RGB: 196, 195, 221)
- Lavanda rosa (Hex: #FBAED2) (RGB: 251, 174, 210)
- Lavanda rosa vivo (Hex: #FBA0E3) (RGB: 251, 160, 227)
- Lavanda magenta (colore web "violetta") (Hex: #EE82EE) (RGB: 238, 130, 238)
- LAVANDA (Hex: #B57EDC) (RGB: 181, 126, 220)
- Lavanda indaco (Hex: #9457EB) (RGB: 148, 87, 235)
- Lavanda porpora (Hex: #997BB6) (RGB: 150, 123, 182)
- Lavanda scuro (Hex: #734F96) (RGB: 115, 79, 150)